# Михаил Черняев
Михаил Григориевич Черняев (на руски: Михаил Григорьевич Черняев) е руски офицер (генерал-лейтенант), участник в Сръбско-турската война (1876). Военен и политически деец.

## Биография
Михаил Черняев е роден на 22 октомври/3 ноември 1828 г. в Бендери, Бесарабска губерния на Руската империя, в дворянско семейство. Като син на офицер се посвещава по традиция на военното поприще. Учи в Дворянския полк. Завършва Николаевската академия (1853).
Проявява се като храбър офицер в битката при Икерман и отбраната на Севастопол през Кримската война (1853 – 1856). Участва в покоряването на Туркестан и превзема Ташкент (1865). Повишен е в звание генерал-майор и е награден със Златно оръжие „За храброст“. За често неподчинение на военната бюрокрация е уволнен от армията.
През 1873 г. заедно с Ростислав Фадеев купува вестник „Русский мир“. Талантлив публицист и яростен критик на бюрокрацията. Сближава се със славянофилския кръг около Иван Аксаков.
В Сръбско-турската война от 1876 година постъпва като доброволец в сръбската армия. Ръководи войските на основния фронт – поречията на Морава и Тимок. Под негово командване е сформирана и действа и руско-българска доброволческа бригада. Бие се храбро при Бабина глава и Бела паланка (20 юни). Търпи неуспехи в битката при Велики Извор (6 юли) и в офанзивата при Гредетин (18 септември). Макар да предугажда направлението на решителния османски удар, не успява да предотврати поражението при Джунис, което предопределя изхода от войната.
След неуспеха на войната живее в Кишинев. Генерал-губернатор на Туркестан (1882 – 1884). Генерал-лейтенант. Член на Военния съвет на Руската армия (1884).
За генерал-лейтенант Михаил Черняев се пее в първия национален химн „Шуми Марица“. Автор на текста е доброволецът от Българската бригада в Сръбско-турската война (1876) Никола Живков.